# Álvaro Ferrer Vecilla
Álvaro Ferrer Vecilla   (Granollers, 17 de març de 1982) és un exjugador d'handbol català que jugava en la posició de lateral esquerre.
Format al BM Granollers, va debutar amb el primer equip el 2001. Es va mantenir en l'equip vallesà fins a la temporada 2010-11, en la qual exercí de capità, i on guanyà la Lliga dels Pirineus de 2008. Posteriorment jugà en l'Ademar de Lleó (2011-12), l'Atlético de Madrid (2012-13), el Porto portuguès (2013-14), el TSV Hannover-Burgdorf alemany (2014), el BM La Roca (2014-15), el BM Aragón (2015) i, de nou, el BM Granollers (2015-19) fins a la seva retirada definitiva.
Va jugar més de 400 partits a la lliga ASOBAL i amb la selecció espanyola fou vint cops internacional absolut.
El 2015, quan encara estava en actiu, va entrar en el món de la política com a regidor d'esports de l'Ajuntament de Granollers per la llista del PSC encapçalada per Josep Mayoral.
A principis de 2021 es va anunciar que formaria part de la candidatura de Víctor Font a la presidència del FC Barcelona.